# What's Love? feat.SoulJa
「What's Love? feat.SoulJa」（ホワッツラブ? フィーチャリングソルジャ）は、SKELT 8 BAMBINOのシングル。

## 概要
SoulJaとコラボレーションしたシングル。
ジャケットはAV女優のRio、みひろ、吉沢明歩がそれぞれ写っている3バージョン。PVにも3人とも出演している。

## 収録曲
1. What's Love? feat.SoulJa
テレビ東京系『空から日本を見てみよう』2010年1月〜3月度エンディングテーマ
2. こんなにも